# Genética forense

## Introducción
Desde los años 80, los Tribunales de Justicia de todo el mundo se auxilian del análisis del genoma humano para esclarecer y solventar situaciones judiciales tanto en el ámbito civil como en el criminal. Sir Alec Jeffreys empleó por primera vez el estudio del polimorfismo del genoma humano con fines de identificación forense en 1984 para la resolución de un caso de inmigración.
Con el término de genética forense se entiende el conjunto de técnicas y metodologías basadas en el análisis de la variabilidad genética  entre individuos con el fin individualizar la procedencia de fluidos o restos biológicos depositados en lugares relacionados con la comisión de un delito o en el cuerpo de las  víctimas.  
El hecho de utilizar el análisis de ADN para identificar a una persona sigue un razonamiento sencillo. Cada ser humano es diferente; dos personas pueden ser más o menos parecidas, sobre todo entre familiares cercanos, pero nunca son idénticos, ni siquiera en el caso de los gemelos univitelinos. Esta diferenciación entre las personas se debe a que existen millones de combinaciones posibles de ADN entre un óvulo y un espermatozoide, debido a la recombinación genética que se produce en la meiosis.
Pero a pesar de ello, los genes de todos los seres humanos son poco variables y constituyen un gran porcentaje de la información contenida en la molécula de ADN; la información restante, incluye fragmentos de material genético que presentan un cierto grado de variabilidad entre los individuos, en consecuencia: “todos los seres humanos tenemos sectores del ADN en común y otros que no lo son”.
Las regiones del ADN que son variables en la población se les denomina regiones polimórficas o polimorfismos. El término, polimorfismo, expresa la variabilidad que existe dentro de un fragmento de ADN, es decir, las diferente "expresiones" de ese fragmento, los distintos  alelos que hay en un locus. Como regla general cuantos más alelos haya, mayor polimorfismo, y por tanto mayor poder de identificación. Al analizar un determinado número de regiones polimórficas, la probabilidad de que dos individuos sean genéticamente iguales es prácticamente nula, excepto en los gemelos univitelinos.

## Origen
La genética forense no surge como tal, sino que evoluciona a partir de otra rama conocida como hemogenética forense que nace a principios del siglo XX, cuando Karl Landsteiner describe el sistema AB0 de los hematíes y Emil von Dungern y Ludwig Hirschfeld descubren su transmisión hereditaria. El objetivo final de esta ciencia era la identificación genética en crímenes y casos de paternidad. Inicialmente, las investigaciones se centraban en el estudio de antígenos eritrocitarios (sistema AB0, Rh, MN) y posteriormente en el análisis del polimorfismo proteico, es decir el análisis de isoenzimas, principalmente proteínas séricas y enzimas eritrocitarias. Con el estudio de dichos polimorfismos proteicos podía incluirse o excluirse una persona como posible sospechoso por poseer una combinación proteica igual o diferente a la del vestigio biológico hallado en el lugar de los hechos. Sin embargo el empleo de este tipo marcadores comportaba tres importantes limitaciones, por un lado, su empleo requería la existencia de una cantidad abundante del fluido biológico objeto de estudio, y por otro, dicho fluido, debía mantenerse lo más íntegro posible y con la mínima afectación achacable a efectos de degradación por acción de la humedad o la proliferación bacteriana, entre otros. Por último, su empleo no era posible con determinados tipos de muestras (pej: pelos y restos óseos).
Pero fue a mediados de siglo cuando gracias al descubrimiento del ADN y de su estructura y al posterior avance en las técnicas de análisis de dicha molécula la hemogenética forense evolucionó considerablemente hasta el punto de que hoy en día la genética forense es una disciplina autónoma y en constante crecimiento.
Aunque la ciencia poseía las herramientas necesarias para el estudio del ADN, su aplicación en la resolución de casos judiciales no se produjo hasta 1985.
De manera general, esta sub especialidad de la genética se centra básicamente en tres áreas:
- Investigación biológica de la paternidad:[3][4][5] Impugnación de la paternidad por parte del supuesto padre o reclamación por parte de la madre y/o del hijo/a.
- Criminalística: Principalmente aborda casos de asesinato, homicidios, extorsiones, secuestros y delitos sexuales. En este tipo de casos se analizan restos orgánicos humanos de diferente naturaleza (sangre, pelo, saliva, esperma, piel).
- Identificación: Hallazgo de restos cadavéricos (por ejemplo, los restos del zar Nicolás II de Rusia y su familia[6]), personas desaparecidas (como sucedió en Argentina con los niños desaparecidos durante la dictadura militar) o víctimas de desastres en masa[7] (p ej: atentados terroristas,[8] desastres naturales, accidentes de locomoción...).

## Marcadores genéticos que se usan en genética forense
Los marcadores genéticos que se utilizan actualmente son de dos tipos: polimorfismos de secuencia (en inglés, single nucleotide polimorphism-SNP-) y polimorfismos de longitud. Estos últimos son los más utilizados en genética forense, y deben su nombre al hecho de que las distintas variables alélicas de un locus están constituidos por regiones de ADN repetitivo que presentan una gran variabilidad de tamaño entre los distintos individuos de una población. La diferencia en la longitud del fragmento se debe a la variación en el número de veces que se repite en tándem una secuencia de ADN determinada (una repetición en tándem es una secuencia corta de ADN que se repite consecutivamente, en un locus específico). Los polimorfismos de longitud, también son conocidos como polimorfismos de repetición o VNTR (acrónimo inglés: Variable Number of Tandem Repeats: número variable de repeticiones en tándem). Son locus cuyos alelos difieren por tener un número variable de repeticiones en tándem. Un ejemplo de VNTR en humanos es una secuencia de ADN de 17 pb que se repite entre 70 y 450 veces en el genoma. El número total de pares de bases en ese locus puede así variar entre 1190 y 7650. Ventajas de estos polimorfismos:
1. Son muy variables en la población: los perfiles de ADN varían de una persona a otra, por tanto podemos afirmar que no existen dos personas con el mismo número de repeticiones en tándem. Cuando se comparan los perfiles de un solo locus VNTR para individuos no relacionados entre sí, habitualmente son diferentes. No obstante, es posible que dos personas tengan el mismo perfil en uno o dos loci por casualidad. Sin embargo, la probabilidad de que dos personas tengan el mismo perfil de ADN en 4, 5 o 6 loci VNTR diferentes es extremadamente baja. Cuando se usan los perfiles de ADN con fines médico-legales, se analizan de 4 a 6 loci VNTR diferentes.
2. El número de repeticiones es heredable. Dado que recibimos un cromosoma de cada tipo del padre y otro de la madre, tendremos un número de repeticiones proveniente de éste y otro de ésta. En forma de esquema, consideremos los individuos A y B. Supongamos que existen dos hipotéticos VNTR, uno de ellos en una cierta región del cromosoma 6 y otro en el 15.

Atendiendo al tamaño de la unidad de repetición los VNTR se clasifican en VNTR-minisatélites y los VNTR-microsatélites.
- Los VNTR-minisatélites o MVR (minisatellite variant repeats) son loci que corresponden a secuencias de ADN de unas pocas decenas de nucleótidos (sobre 30 pares de bases) repetidas en tándem. El número de dichas repeticiones varía de cromosoma a cromosoma. La singularidad más especial de este tipo de polimorfismos está en que cada loci puede presentar muchos alelos distintos (tantos como repeticiones), sin embargo presentan el inconveniente que no están distribuidos por todo el genoma y por lo tanto solo pueden ser utilizados en el diagnóstico de un número muy reducido de casos. Los VNTR-minisatélites han encontrado su máxima aplicación en la determinación de la paternidad y en los protocolos de identificación genética en el ámbito judicial. Cuando se habla de huellas dactilares del ADN se está hablando de este tipo de polimorfismo.

- Los VNTR-microsatélites o STR (short tandem repeats) Corresponden a la repetición en tándem de secuencias de entre 2 y 5 nucleótidos. Los microsatélites presentan dos características que los hacen ideales para su uso. En primer lugar, están distribuidos de forma casi homogénea por todo el genoma y en segundo lugar, presentan un número elevado de alelos con frecuencias similares entre sí, de forma que la probabilidad de que un individuo sea heterocigoto es muy elevada (presentan una alta heterocigosidad).

Estas regiones hipervariables pertenecen al denominado “ADN no codificante” son regiones no conservadas y por tanto no sujetas a una presión selectiva intensa, originando un gran número de variantes, que son los que denominamos alelos.
El alto polimorfismo de estas regiones le otorgan un gran interés como herramienta de diferenciación entre individuos, y como se ha comentado anteriormente, son las dianas de elección en genética forense.

## Tipos de ADN en los que se estudian los marcadores genéticos

### ADN nuclear
Siempre que sea posible se realizará el análisis de polimorfismos de este ADN, pues son los que más información nos darán en cuanto a la identidad de la muestra. Se encuentra en el núcleo, y se hereda mitad de la madre y mitad del padre, con excepción del ADN presente en el cromosoma Y masculino, que solo se hereda por línea paterna.
Las características más importantes del ADN nuclear para identificación humana son:
1. Es único para cada persona, excepto en el caso de los gemelos univitelinos (ver información previa), y por tanto, su estudio ofrece un gran poder de diferenciación entre individuos.
2. Permite establecer relaciones entre hermanos, primos, abuelos nietos, y otro grados de parentesco, porque como veremos, otros tipos de ADN solo nos permitirán establecer relaciones de paternidad (cromosoma Y) y de maternidad (ADN mitocondrial).
3. Sirve para determinar el sexo de la persona de la que proviene una muestra porque se puede establecer la presencia de XX o XY en el par 23.
4. Posee un enorme potencial de estudio, por la gran cantidad de ADN no codificante y las regiones tipo STR y SNP.

Uno de los fragmentos de ADN nuclear más estudiados es la amelogenina. Se trata de un marcador muy útil porque nos informa sobre el sexo del individuo al que pertenece la muestra.
La amelogenina es un locus localizado en una región homóloga de los cromosomas sexuales. Existe una diferencia de 6 pares de bases entre el tamaño del alelo presente en el cromosoma X y el Y, que se debe a una pequeña deleción en el cromosoma X. El resultado de la amplificación por PCR de este locus en un ADN femenino (XX) será de una única banda (pico), mientras que si el ADN es masculino (XY), el resultado serán dos bandas (picos) de distinto tamaño.
En la actualidad, las distintas casas comerciales han desarrollado kits que incluyen los reactivos para la amplificación simultánea por PCR de 24-25 regiones STR (incluye el gen de la amelogenina). Este tipo de estudios permiten, partiendo de cantidades de ADN de tan solo 100 picogramos, la obtención de perfiles genéticos cuya coincidencia ofrece un poder de discriminación extraordinariamente elevado.

### ADN mitocondrial
Existen numerosas mitocondrias en cada célula (entre 100 y 700 según el tipo celular, las necesidades metabólicas y el tipo funcional) y varias copias de ADN mitocondrial (ADNmt) en cada mitocondria, es decir, existen mayor cantidad de copias de ADNmt que de ADN nuclear por célula, de forma que hay una sola copia de ADN nuclear en una célula mientras que puede haber miles de copias de ADNmt. Este hecho hace que en muestras forenses muy críticas (con escasa cantidad de ADN o con ADN en mal estado) tenga más éxito el análisis de ADNmt que el de ADN nuclear.
Sin embargo, el ADNmt presenta una peculiaridad, se hereda única e íntegramente de la madre, sin que exista ninguna recombinación con el material del padre. Por este motivo se dice que es un genoma haploide. Se trata de un marcador de linaje, el linaje materno, define la línea materna de una familia y relaciona a los individuos relacionados por línea matrilineal.
La causa de que no exista mezcla con el material del padre es la siguiente: las mitocondrias del espermatozoide se localizan en el cuello (entre la cabeza y la cola), con el fin de aportar la energía que esta célula necesita para mover la cola y desplazarse en busca del óvulo. Al producirse la fecundación solo penetra en la célula femenina la cabeza del espermatozoide (con el ADN nuclear) quedando fuera la cola y el cuello, y con él todas las mitocondrias. Esto hace que el padre no aporte dicho material a su descendencia.
Las características básicas que lo hacen útil en investigación forense y antropológica son:
1. El elevado número de copias por célula hace que por una cuestión de mera probabilidad, puedan existir cadenas de ADN mitocondrial intactas y sin afectación por los efectos adversos de la degracdación.
2. Su pequeño tamaño. Esto facilita la conservación en el tiempo a pesar de que las condiciones no sean apropiadas ya que al ser más pequeño que el ADN nuclear la probabilidad de verse afectada por acción de nucleasas liberadas por bacterias es menor.

Estas dos características favorecen las estabilidad ante situaciones adversas y una mayor resistencia que el nuclear.
Pero también tiene desventajas o puntos débiles como:
1. No es específico de cada persona, sino que es común a todas las personas que proceden de la misma madre, abuela materna, etc. Por tanto no es un marcador genético individualizador. Por ejemplo, imaginemos la siguiente situación: dos hermanos están acusados como sospechosos de una agresión sexual. Se recupera un pelo del cuerpo de la víctima y se pretende vincular a alguno de los agresores. En este supuesto, en caso de coincidencia, el análisis exclusivo de ADNmt no será útil, no se podrá asignar de manera individualizada a ninguno de los sospechosos, ya que ambos comparten el mismo ADNmt.
2. En casos de identificación cadavérica, solo es útil cuando se trata de realizar estudios por vía materna, de modo que permite identificar o vincular a cualquier persona (resto cadavérico de hombre o mujer) exclusivamente con su madre, no frente a su padre.
3. A diferencia del estudio de marcadores genéticos ubicados en el ADN nuclear, las casas comerciales, hasta la fecha no han desarrollado kits comerciales para su uso en los laboratorios de genética forense. Esto implica un proceso más laborioso en el análisis y estudio del ADNmt. Adicionalmente, los pasos implicados en el proceso de análisis (amplificación seguido de una secuenciación) comportan un grado más en la laboriosidad del proceso. Por último, la interpretación de los resultados implica un grado de especialización elevado por parte de los analistas, factores como la presencia de heteroplasmias o la interpretación estadística comportan un grado de complejidad que requiere una elevada cualificación. Por todo ello, su análisis con fines de identificación forense se limita a laboratorios especializados.

Este tipo de ADN se utiliza principalmente en los casos siguientes:
1. Cuando existe una gran degradación de las muestras por las malas condiciones de conservación en que permanecieron hasta que fueron encontradas en lugar del crimen o por la antigüedad que tienen. En este caso el ADN mitocondrial se encontrará en mejor estado que el nuclear debido a su mayor número de copias por célula. Tal es el caso de restos óseos y dientes antiguos o sometidos a condiciones extremas.
2. Cuando la cantidad de muestra de que se dispone es mínima (pelos sin bulbo por ejemplo). Un pelo con bulbo caduco o un fragmento de pelo contendrá una cantidad de ADN nuclear tan escasa que en principio los análisis de estas muestras mediante ADN nuclear presumiblemente resultará negativo.
3. En la identificación de restos biológicos y el establecimiento de una relación familiar cuando no se dispone de los progenitores y no queda más remedio que realizar una comparación con familiares más lejanos. Si se trata de familiares vía materna tendrán exactamente el mismo ADN mitocondrial aunque se trate de familiares lejanos. Un estudio de ADN nuclear en estos casos sería poco informativo ya que cuanto más alejada sea su relación familiar, menos alelos compartirán.

### Polimorfismos del cromosoma Y
El cromosoma Y solo existe en varones y todos los individuos varones emparentados por línea paterna comparten el cromosoma Y (casi en su totalidad) pues se hereda directamente de padres a hijos sin mezclarse con ningún material procedente de la madre. Por tanto, solo es posible identificar linajes paternos mediante el estudio de su cromosoma Y, mientras que no es posible identificar individuos. Respecto a los polimorfismos del cromosoma Y se analizan microsatélites (STRs).
Los principales problemas derivan de las características hereditarias del cromosoma Y:
1. Al igual que ocurre con el ADNmt, no es único de cada persona, sino que es común para todos los individuos pertenecientes al mismo  linaje paterno.
2. Solo se puede aplicar a los hombres de modo que en un estudio de paternidad, no sirve para determinar si un hombre es padre de una mujer.

Existen varios casos especiales en los cuales el análisis de los polimorfismos del cromosoma Y son de gran utilidad:
- Casos de paternidad

Algunos laboratorios emplean el análisis exclusivo de cromosoma Y para establecer la relación de paternidad entre un presunto padre y un hijo varón, por ejemplo en situaciones en la que no está disponible el presunto padre pero si lo están el abuelo paterno o un hermano varón del presunto padre (tío paterno). En este tipo de situaciones no esta aconsejado su uso exclusivo, siempre, el análisis de cromosoma Y puede constituir un apoyo o complemento al análisis de marcadores STR autosómico. Se podrían producir falsas inclusiones o falsas exclusiones.
Por ejemplo: 
Falsa inclusión: Coincidencia entre el perfil de cromosoma Y del tío y del hijo objeto de la investigación. No necesariamente quiere decir que el padre cuestionado sea el padre biológico, podría serlo el propio tío. 
Falsa exclusión: No coincidencia entre el perfil de cromosoma Y del tío y del hijo objeto de la investigación. No necesariamente quiere decir que el padre cuestionado no sea el padre biológico, ya que el tío podría ser hijo de un padre diferente del que es el padre cuestionado, y por tanto poseer un cromosoma Y diferente al del padre cuestionado.
- Es especialmente útil en casos en los que se detectan mezclas de fluidos:
  1. Agresiones sexuales en las que el semen del sospechoso varón se encuentra mezclado con células de una víctima mujer: los polimorfismos del cromosoma Y son detectados de forma más sensible en el ADN de un individuo a pesar de que éste se encuentre inmerso en una gran cantidad de ADN femenino, ya que la amplificación del perfil de cromosoma Y solo se producirá sobre las células de la mezcla que contengan dicho cromosoma, es decir, las del varón. Si se emplea una batería de marcadores STR autosómicos, el resultado es una amplificación simultánea del perfil de todas las células que componen la mezcla, las del varón y las de la mujer. El resultado es un perfil de ADN mezcla que en ocasiones comporta cierta dificultad a la hora de ser interpretado por parte de los analistas. En ocasiones, cuando la cantidad de células femeninas es muy superior al de células masculinas, el empleo de marcadores STR autosómicos, amplifica preferencialmente el material femenino en detrimento del masculino, pasando éste desapercibido.
  2. Delitos en los que el agresor es un individuo azoospérmico: los individuos azoospérmicos tienen ausencia de espermatozoides en el eyaculado. Los espermatozoides son la mayor fuente de ADN en las muestras de semen, por lo que un individuo azoospérmico tiene mucho menos ADN seminal para el análisis. La cantidad de ADN por mililitro (mL) en el semen de un individuo espérmico es aproximadamente de 450 microgramos (μg) en los espermatozoides, y de 30 μg en los leucocitos y células epiteliales.
Por ello, en un individuo azoospérmico, el contenido de ADN es aproximadamente de solo el 6.3% del contenido en un individuo espérmico.
Por las mismas razones que en el caso anterior, es posible la detección de ADN de las células epiteliales y los leucocitos en eyaculados de individuos vasectomizados aunque se encuentre mezclado con ADN de la víctima.
  3. Agresiones sexuales múltiples: el uso de los microsatélites del cromosoma Y en estos casos permite determinar el número mínimo de agresores.
  4. Otros tipos de mezclas: en mezclas de sangre-sangre, o de sangre-saliva, o de sangre-pelos, el cromosoma Y es una herramienta de trabajo que puede aportar valiosa información.

- Como herramienta de «screening»:
  1. En casos de agresión sexual: los polimorfismos Y pueden servir para relacionar rápidamente estos casos (bases de datos) y excluir sospechosos de manera rápida antes de profundizar en marcadores autosómicos.
  2. En grandes catástrofes: Cuando en una catástrofe aparece un gran número de cadáveres puede ser interesante clasificarlos según sus polimorfismos Y para poder discriminar qué cadáveres tendremos que cotejar con cada familia antes de realizar los estudios de ADN nuclear autosómico. Esto resulta muy útil cuando, por ejemplo, los familiares vivos que se usan como muestras de referencia son los hermanos de las víctima.
- Casos de paternidad

Algunos laboratorios emplean el análisis exclusivo de cromosoma Y para establecer la relación de paternidad entre un presunto padre y un hijo varón, por ejemplo en situaciones en la que no está disponible el presunto padre pero si lo están el abuelo paterno o un hermano varón del presunto padre (tío paterno). En este tipo de situaciones no esta aconsejado su uso exclusivo, siempre, el análisis de cromosoma Y puede constituir un apoyo o complemento al análisis de marcadores STR autosómico. Se podrían producir falsas inclusiones o falsas exclusiones.
Por ejemplo: 
Falsa inclusión: Coincidencia entre el perfil de cromosoma Y del tío y del hijo objeto de la investigación. No necesariamente quiere decir que el padre cuestionado sea el padre biológico, podría serlo el propio tío. 
Falsa exclusión: No coincidencia entre el perfil de cromosoma Y del tío y del hijo objeto de la investigación. No necesariamente quiere decir que el padre cuestionado no sea el padre biológico, ya que el tío podría ser hijo de un padre diferente del que es el padre cuestionado, y por tanto poseer un cromosoma Y diferente al del padre cuestionado.
Tanto el ADNmt, como los polimorfismos del cromosoma Y, tienen mucho menos poder de discriminación que el ADN nuclear autosómico utilizado habitualmente. Ninguno de estos tipos de ADN identifica individuos, sino líneas familiares maternas y paternas.

## Técnicas para analizar los polimorfismos del ADN extraído
En un principio la manera de estudiar dichos marcadores se hizo por medio de la técnica llamada hibridación con sondas o Southern blot.
El tipo de sondas que se utilizan en esta técnica pueden ser de dos tipos:
- Sondas Uni-locus (SLP): La técnica permite detectar loci minisatélites únicos. Son específicas para una región de un determinado cromosoma. Se unen a secuencias largas de nucleótidos y presentan mayor variabilidad que las sondas multi-locus. Como resultado se observan una o dos bandas por individuo, según sea homocigoto o heterocigoto. El patrón de bandas obtenido con estas sondas se denomina perfil unilocus de ADN o “DNA profiling”. Se utiliza principalmente en investigaciones de paternidad porque identifica loci minisatélites muy informativos.

- Sondas Multi-locus (MLP): permiten identificar simultáneamente muchas regiones hipervariables. Son sondas de 10 a 15 nucleótidos que se repiten múltiples veces y tras el revelado se observan de 10 a 20 bandas por persona. Este patrón de múltiples bandas es característico de cada individuo, constituye algo así como su “huella dactilar de ADN” y se conoce como huella genética multilocus o “DNA fingerprint”.

Las sondas multi y uni-locus presentan una serie de ventajas e inconvenientes según:
- Información aportada: las sondas multi-locus tienen una mayor capacidad discriminativa al aparecer múltiples bandas. No obstante, las uni-locus son más específicas ya que el fragmento de ADN con el que hibridan es de mayor tamaño. Por consiguiente, para analizar 7 u 8 loci, se deberían utilizar 7 u 8 sondas uni-locus, mientras que con una sola sonda multi-locus podría hibridar de un solo paso esas 7 u 8 regiones hipervariables.
- Cantidad y calidad del ADN: cuando se usan sondas multi-locus se requiere aproximadamente un microgramo de ADN sin degradar mientras que en el caso de las uni-locus se necesita menos de 100 ng y este ADN no necesariamente debe estar en perfecto estado, siempre y cuando el fragmento complementario a la sonda esté intacto.
- Especificidad entre especies: las sondas multi-locus permiten su uso sobre el ADN humano y de cientos de animales superiores, mientras que las uni-locus son exclusivas de ADN humano.

Aunque las SLP han sido y son bastante útiles en estudios de paternidad no puede decirse lo mismo de su aplicación a la Criminalística ya que presenta una serie de inconvenientes como son:
- La cantidad de ADN que se necesita está entre 20 y 100 ng, cantidad difícil de conseguir en casos de criminalística en los que los indicios biológicos encontrados son mínimos.
- En cuanto a la calidad del ADN, es muy difícil encontrar en buen estado toda la cantidad de ADN que se necesita para un análisis con sondas mono-locus.
- El tiempo requerido para este tipo de análisis es de dos o tres días, debido a la necesidad de tener que utilizar más de una SLP.

El hecho de que se requieran cantidades elevadas de ADN hace que normalmente, con el primer análisis se consume la totalidad de la muestra, con lo que se dificulta un contraste de pruebas o una posterior revisión del caso.
Todas estas limitaciones se superaron tras la aparición de una técnica muy útil, la reacción en cadena de la polimerasa (PCR: Polymerase Chain Reaction). Como se ha expuesto en el apartado referente al "ADN nuclear" existen distintas casas comerciales que han desarrollado kits que incluyen los reactivos para la amplificación simultánea por PCR de 24-25 regiones STR autosomicos o 17 STR ubicados en el cromososma Y . El análisis requiere cantidades ínfimas de ADN (100 picogramos),consiguiéndose un poder de discriminación extraordinariamente elevado. 

## Fases del análisis con fines de individualización de muestras biológicas
En una primera fase se deberá aislar la molécula de ADN completa, posteriormente solo estudiaremos ciertas regiones de ella, concretamente las zonas más polimórficas (STR -short tandem repeats-).
La analítica de ADN se realiza en cuatro fases:
- Extracción de ADN: consiste en separar la molécula de ADN del resto de componentes celulares. La duración de este proceso depende del tipo de resto biológico que se analice, por ejemplo en las muestras de sangre o de saliva el proceso de extracción es más rápido que a partir de un resto óseo o dentario donde el ADN es menos accesible. Existen múltiples técnicas de extracción y cada tipo de muestra, en función de su composición, matriz y soporte donde puede encontrarse el fluido biológico de interés, requerirá un método u otro de extracción. De manera general, todos los métodos de extracción se llevan a cabo en dos fases secuenciales, inicialmente, una liberación del ADN del núcleo celular, mayoritariamente, mediante el empleo de enzimas proteolíticas (proteinasa K) y detergentes que lisan estracturas membranosas, seguido de un segundo paso de purificación del ADN, que puede realizarse con el empleo de disolventes orgánicos (fenol-cloroformo) o una purificación en fase sólida.

- Cuantificación de ADN: se realiza para saber qué cantidad de ADN se ha logrado aislar y en qué estado se encuentra (completo o roto). Actualmente se realiza mediante la técnica de PCR en tiempo real (real time-PCR- RT-PCR), permite detectar con gran sensibilidad cantidades mínimas de ADN y gracias al empleo adecuado de sondas Taqman, ofrece la posibilidad de detectar la cantidad de ADN total, discriminando la cantidad de ADN masculino en la muestra, así como determinar la calidad y la presencia o no de inhibidores en la muestra estudiada.

- Amplificación de ADN: consiste en copiar millones de veces un fragmento concreto de ADN (polimórfico) que queremos estudiar para obtener una cantidad adecuada que nos permita su detección, esto se lleva a cabo por PCR.

- Detección del producto amplificado o tipaje: esta es la fase final del análisis y nos permite caracterizar y clasificar los fragmentos de ADN estudiados en cada muestra para diferenciar unas de otras. Actualmente, mayoritariamente, la detección de fragmentos se realiza mediante electroforesis capilar en equipos de secuenciación.

## Criminalística
Desde siempre el delito ha venido acompañado de la necesidad de investigarlo, de aclararlo, de buscar y de castigar al culpable.
Se puede definir criminalística como la ciencia aplicada que estudia científicamente los indicios y las evidencias con el objeto de convertirlos en pruebas para permitir la identificación de las víctimas y de los delincuentes y esclarecer las circunstancias de un presunto delito.

### Muestras dubitadas e indubitadas
Las muestras con las que se trabaja en criminalística se pueden clasificar en dos tipos:
- Muestras dubitadas o evidencias: son restos biológicos de procedencia desconocida, es decir, no se sabe a quién pertenecen (por ejemplo las muestras recogidas en la escena del delito o de un cadáver sin identificar).

Los tipos de muestras dubitadas más frecuentemente analizadas por técnicas genético moleculares son: sangre (habitualmente en forma de mancha), semen (lavados vaginales o manchas sobre prendas de la víctima), saliva (colillas de cigarrillo, chicles, sobres y sellos), pelos, uñas, tejidos blandos, restos óseos y dentarios (estos últimos relacionados fundamentalmente con la identificación de cadáveres).
- Muestras indubitadas o de referencia: son restos biológicos de procedencia conocida, es decir, se sabe a quién pertenecen (por ejemplo la sangre tomada de un cadáver identificado, o las muestras tomadas a familiares de un desaparecido). El tipo de muestras indubitadas más habituales son sangre y saliva (frotis bucal).

Para la genética forense, son de interés los denominados indicios biológicos que son los que contiene ADN, y por ello se definen como “toda sustancia líquida o sólida que provenga directamente del cuerpo humano o que haya estado en contacto con el mismo, y en cuya superficie o interior pueda haber restos de células”.
Algunos ejemplos de indicios biológicos obtenidos en la escena del crimen son: sangre, semen, pelos, saliva, tejidos blandos, huesos y dientes, orinas, heces, sudor, etc.
En cuanto a los indicios no biológicos, algunos ejemplos son: fibras y tejidos, restos de pólvora y material de disparos, restos de tierra, semillas, plantas y hierbas, tinta pintura, madera, material de engrase, etc.

## Análisis de muestras biológicas
- Sangre: se puede encontrar bien en estado líquido o en forma de mancha. La sangre líquida bien conservada no ofrece ningún tipo de problema, pero es frecuente que al laboratorio llegue sangre putrefacta bien porque se ha estropeado durante el transporte o bien porque pertenece a un cadáver en el cual se ha iniciado la descomposición. Para evitar el primer problema es conveniente realizar una mancha sobre una gasa antes de proceder al transporte de la muestra y para el segundo hay que tratar de buscar otra muestra para el análisis, bien sea un tejido blando, uñas, o un resto óseo, dependiendo del estado de conservación del cuerpo. Por el contrario, la sangre en forma de mancha se conserva más fácilmente y puede analizarse tras varios años si las condiciones de secado fueron adecuadas. Quizás las manchas sobre cueros, maderas tratadas, restos vegetales y tierras sean de las más críticas pues estos materiales tienen diferentes grados de absorción y en ellos se encuentran presentes gran cantidad de inhibidores de la PCR como los taninos, que impiden que la reacción funcione. Para detectar muestras de sangre en la escena de una agresión, se utilizan una serie de métodos como: colorimetría (detección mediante oxidasas), cristalografía, quimioluminiscencia (mediante luminol), inmunocromatografía, etc.

- Saliva: estas muestras no suelen presentar problemas en la analítica de ADN. Suelen llegar al laboratorio en forma de mancha, sobre filtros de cigarrillo, sellos, chicles o prendas o bien en otros soportes como vasos, botellas o huesos de fruta. Se detectan mediante alfa-amilasa.

- Esperma: se recoge en los casos de agresiones sexuales. El principal problema es que además de los espermatozoides del agresor se suele encontrar las células del epitelio vaginal de la víctima. Por ello, a la hora de analizar estas muestras aparece una mezcla de perfiles genéticos, pero como el perfil genético de la víctima sí lo conocemos podemos determinar cuál es el del agresor.

- Pelos: estas muestras requieren un análisis microscópico previo a la analítica molecular con el fin de determinar el tipo de análisis que es posible en ellos (estudios de ADN nuclear o de ADN mitocondrial) además de otras características importantes. Con el análisis microscópico se determinan, entre otros, los siguientes puntos:
  - Si se trata de pelos de origen animal o humano.
  - Si se trata de pelos completos (con bulbo) o de fragmentos de pelos (sin bulbo). En el caso de fragmentos de pelos los estudios a realizar son los de ADN mitocondrial como veremos en el siguiente apartado. En el caso de los pelos con bulbo se puede determinar en qué fase vital se encuentra éste. En los pelos con bulbo telogénico (en fase de caída) se suele realizar análisis de ADN mitocondrial y en los pelos con raíz anagénica (en fase de crecimiento) se puede realizar un análisis de ADN nuclear.

- Tejidos: las muestras suelen estar relacionadas sobre todo con la identificación de cadáveres en los que han comenzado los procesos de putrefacción. Los mejores resultados se obtienen con músculo esquelético tomado de las zonas que se estén más preservadas de la putrefacción.

- Huesos y dientes: estas muestras se obtienen de los cadáveres ya esqueletizados y son las más problemáticas en cuanto a identificación genética. Los huesos largos (fémur o húmero) y los molares (muelas) son las muestras que ofrecen mejores resultados. La extracción de ADN a partir de este tipo de restos es más larga y costosa que en los casos anteriores.

## Exclusión e inclusión
Una vez que se ha estudiado todo lo anterior y se han obtenidos los resultados de ADN de las muestras y se tienen supuestos sospechosos, hay que decidir si el sospechoso es el verdadero autor del crimen o sin embargo se ha inculpado a la persona equivocada. Para ello se definen dos conceptos: Exclusión e inclusión.
En las muestras tomadas del supuesto criminal como en las muestras recogidas en la escena del crimen se han analizado una serie de loci polimórficos, los mismos en los dos casos:
- Si al analizar los loci de ambos, tanto en la muestra problema como en el sospechoso aparecen los mimos alelos, se habla de inclusión, pero esta inclusión nunca es del 100% ya que se está trabajando con probabilidades. Estas probabilidades hacen referencia a las frecuencias de los alelos en la población. Así, para obtener este valor hay que multiplicar la frecuencia de que los dos alelos del locus 1 se den en la población, por la frecuencia de que los alelos del locus 2 se encuentren en la población, y así sucesivamente hasta multiplicar todas las frecuencias de los loci polimórficos analizados. Este valor será un número muy pequeño, por lo que para dar el resultado final se hace una conversión. Por convenio, está establecido que si tras hacer la conversión se obtiene una probabilidad del 99.73% y todos los alelos de todos los loci coinciden, se estará en lo cierto con una probabilidad altísima si se inculpa al presunto sospechoso como verdadero sospechoso.[cita requerida]

- Si por el contrario, al analizar los loci de ambos, hay algún alelo en el que la muestra problema y sospechoso no coinciden, aunque solo sea uno, se habla de exclusión, y en este caso sí es del 100%, es decir, que se tiene certeza absoluta cuando se rechaza al supuesto sospechoso como verdadero autor y por tanto hay que seguir buscando al verdadero sospechoso.

Ejemplo:
| Loci analizados | Muestra problema (alelos) | Sospechoso 1 (alelos) | Sospechoso 2 (alelos) |  |
| --------------- | ------------------------- | --------------------- | --------------------- |  |
| Locus 1         | 2,4                       | 2,4                   | 2,4                   |  |
| Locus 2         | 12,15                     | 12,15                 | 12,14                 |  |
| Locus 3         | 1,6                       | 1,6                   | 1,7                   |  |
| Locus 4         | 3,10                      | 3,10                  | 3,10                  |  |
| Locus 5         | 4,9                       | 4,9                   | 4,9                   |  |
| Locus 6         | 2,12                      | 2,12                  | 2,12                  |  |
| Locus 7         | 5,7                       | 5,7                   | 5,7                   |  |

Se puede concluir diciendo que hay una probabilidad cercana al 100% de que el sospechoso 1 sea el verdadero autor del crimen, ya que todos los alelos de todos los loci coinciden y se puede afirmar que el sospechoso 2 queda excluido con una certeza del 100% como sospechoso, ya que hay dos de los alelos que no coinciden con los de la víctima.
En este caso, son las bandas del sospechoso 1 las que coinciden con las bandas de la muestra analizada. Se puede descartar por tanto al sospechoso 2 ya que hay algunas bandas que no coinciden con las de la muestra.

## Investigación de la paternidad
En la investigación de la paternidad se parte del presupuesto lógico siguiente: todo el ADN que una persona posee es mitad del padre y mitad de la madre. Para estudiar si alguien es hijo/a biológico de unos padres determinados el procedimiento es sencillo: se selecciona un locus determinado de ADN y se analiza para ver el genotipo del hijo cuestionado. Después se analizan los genotipos del ADN del padre y de la madre.
En esta ocasión también se tienen en cuenta los conceptos de exclusión e inclusión vistos en el apartado anterior.
El análisis de la paternidad se basa en las leyes de la herencia mendeliana. Por tanto si en un hijo encontramos un alelo que no posee el presunto padre, la paternidad queda excluida con seguridad absoluta. Si por el contrario el hijo tiene un alelo que pueda haber heredado de un presunto padre, hay que realizar cálculos estadísticos con el objetivo de calcular cuantas personas, entre la población general, podrían ser padres potenciales por tener ese alelo.
Las inclusiones en los supuestos de paternidad tienen que hacerse igual que los casos de criminalística, usando probabilidades estadísticas que deben ser lo más altas posibles. En todo caso, habría que tratar de conseguir siempre una probabilidad de paternidad (escrita como W) superior al 99,9%. O, si se expresa en índice de paternidad (IP), debe ser superior a 1000; esta cifra de 1000 significa que es mil veces más probable que el señor analizado sea el padre a que lo sea otra persona de esa población. La validez de la inclusión depende del número de loci examinados y de la frecuencia con que el perfil de ADN se encuentre en la población general.
Existen dos reglas fundamentales que determinan dos tipos de exclusiones:
- La primera ley de Landsteiner (por Karl Landsteiner) o exclusión directa: establece que todo carácter presente en el hijo que no lo posea la madre, debe forzosamente proceder de su padre biológico. Si el supuesto padre no lo posee, se produce la exclusión de primer orden.

- La segunda ley de Landsteiner o exclusión indirecta: el hijo y el padre son homocigotos para un alelo distinto en un mismo locus. Si esto sucede se produce la exclusión de segundo orden, denominado así porque es menos categórica que la anterior. En este caso se debe tener en cuenta la posibilidad de que existan alelos silentes, mutaciones o alelos presentes pero no identificados.

Estadísticamente el hecho de investigar a la madre es menos frecuente, ya que en el momento del nacimiento la madre queda perfectamente identificada. Sin embargo hay excepciones, como confusiones de recién nacidos en hospitales, el abandono de menores tras partos clandestinos, el secuestro infantil y las desapariciones.

## La probabilidad de paternidad
La probabilidad de paternidad (W) se calcula mediante la fórmula descrita por Erik Essen-Möller, científico escandinavo que en 1938 desarrolló los aspectos bioestadísticos de las pruebas de paternidad, derivados del teorema de Bayes.
{\displaystyle W=X/X+Y}
Indica la probabilidad que tiene ese individuo de ser el padre biológico (X), comparado con un hombre al azar de la población (Y). Así, el valor de X depende exclusivamente del resultado de los análisis realizados al trío, y el valor de Y corresponde a la frecuencia en la población del alelo del hijo que obligatoriamente ha recibido del padre. Generalmente se asume que la madre y el presunto padre no están relacionados.

## Índice de paternidad
Indica cuantas veces es mayor la probabilidad del presunto padre de ser el padre biológico del hijo con respecto a un hombre tomado al azar.
{\displaystyle IP=X/Y}
X = Probabilidad de que el presunto padre sea el padre biológico del hijo/a.
Y = Probabilidad de que lo sea un hombre al azar en la población de referencia.
A la hora de investigar la paternidad, si el supuesto padre ha fallecido y se hace una reclamación de filiación, se presentan diversas estrategias de análisis para responder a la pregunta de filiación:
- Proceder a la exhumación del cadáver.
- Recurrir a familiares vivos del supuesto padre, para intentar deducir su patrimonio genético.
- Utilizar muestras biológicas del individuo fallecido, que hayan sido obtenidas antes de su muerte.

## Identificación de restos cadavéricos
La identificación de los restos cadavéricos procedentes de los accidentes de tráfico, grandes catástrofes, personas desaparecidas, etc., constituye un tipo de análisis muy solicitado en genética forense. 
Cuando se produce la aparición de un cadáver o restos cadavéricos cuya identidad se sospecha pero no se pueda establecer con total seguridad por métodos tradicionales (antropológicos, odontológicos, etc.), se puede recurrir a un estudio genético como complemento o como única vía posible de identificación.
Los cadáveres de los que no haya sospechas sobre quién se trata deben ser igualmente analizados y sus perfiles genéticos deben ser almacenados en una base de datos anónima que permita su comparación con muestras de referencia de personas que tengan familiares desaparecidos.
Como consecuencia de la gran variedad de situaciones con las que nos podemos encontrar, vamos a tratar de ordenar o clasificar los casos que pueden ser resueltos primero en función del tipo de muestra que debemos analizar y segundo en función del tipo de caso.
Atendiendo al estado de conservación de la muestra, los casos más típicos son:
- Restos cadavéricos en buen estado de conservación. la recogida de muestras se realiza inmediatamente después de la muerte, las muestras más adecuadas son sangre y/o músculo. En los casos en los que se producen víctimas carbonizadas, el ADN es muy estable a las altas temperaturas a las que se ve sometido y en general es posible obtener ADN de alta calidad.

- Restos cadavéricos con un avanzado estado de putrefacción o esqueletizados. Se trata de restos en los que la toma de muestras se realiza después de un periodo de tiempo largo tras la muerte, en este caso las muestras más adecuadas son piezas dentales o huesos largos. Son los casos que entrañan mayor dificultad en cuanto a la obtención y el análisis del ADN.

- Restos cadavéricos embalsamados. Normalmente son los casos que entrañan la mayor dificultad puesto que lo más común es que la conservación del cadáver se realice mediante formol o derivados y está demostrado que el formol produce grandes modificaciones de los ácidos nucleicos.

- Restos cadavéricos momificados. En ciertos cadáveres se producen fenómenos naturales de momificación como consecuencia de la rápida evaporación del agua del cuerpo, con lo que se detiene el desarrollo de microorganismos y por tanto la putrefacción y por tanto el material genético de los tejidos blandos momificados se preserva en condiciones que permiten su análisis, que en condiciones habituales no sería posible debido a los procesos destructivos del cadáver.

## Catástrofes masivas
La muerte de un elevado número de personas en un mismo evento puntual es lo que se denomina “gran catástrofe”. El objetivo primordial en éstas es el de “identificar correctamente lo antes posible a las víctimas”. Esto no siempre es fácil, porque las presiones de los medios de comunicación, de los familiares, de las autoridades, inducen a los profesionales a cometer errores.
Desde una perspectiva forense, centrados ya en las víctimas, se pueden clasificar las catástrofes en dos tipos:
- Catástrofe cerrada: aquella en la que se conoce el número exacto o muy aproximado de víctimas. Ej.: accidentes de aviación, autobús, tren, etc. En estos casos incluso se sabe los nombres de las víctimas.

- Catástrofe abierta: aquella en la que no se sabe el número de víctimas a priori. Ej.: las catástrofes naturales, incendios en edificios o los famosos atentados del 11-S (Nueva York) y el 11-M (Madrid).

Los métodos de identificación de ADN disponibles en una gran catástrofe son:
- Patología forense: el examen externo e interno del cadáver en la autopsia (cicatrices, tatuajes, prendas de vestir, lesiones internas y prótesis). Inconvenientes: la lentitud y que solo sirve para cuerpos enteros y no muy dañados.
- Huellas dactilares: se pueden obtener por medio de la denominada necrodactilar, útil en las catástrofes cerradas. Es rápida, fiable y económica.
- Odontología forense: es de alta fiabilidad, relativamente económica pero a veces limitada por la falta de material de referencia y por la lentitud derivada de la necesidad de comparar todas las muestras una a una.
- Antropología forense: es económica y fiable pero a veces resulta muy lenta.
- Genética forense: basada en el análisis de ADN. Ventajas: resulta útil en casi todos los casos, puede utilizarse todo tipo de fragmentos, es muy fiable y sus costes son cada día menores. Inconvenientes: hay casos en los que no funciona, a veces faltan laboratorios especializados, es relativamente lento, y los precios aunque disminuyen son relativamente elevados.

## Bases de datos de ADN con interés criminal y humanitario
Muchos de los delitos que quedan sin resolver porque en un momento determinado no hay un sospechoso, pueden ser resueltos, incluso años después de que se hayan cometido, gracias al desarrollo de las bases de datos. Estas pretenden colaborar en la resolución de casos criminales permitiendo la comparación automatizada de perfiles de ADN procedentes de diversas fuentes: indicios no identificados de la escena del crimen, muestras de referencia de sospechosos y muestras de referencia de víctimas. Tras las comparaciones pertinentes, y con un número suficiente de muestras analizadas, se puede comprobar si una persona (imputado o procesado) ha dejado indicios biológicos en más de una escena criminal o sobre más de una víctima. Éste es uno de los medios más eficaces de controlar a los criminales en serie y a delincuentes reincidentes, algo muy típico en casos de violaciones.
Así, se puede encontrar que una serie de violaciones han sido cometidas por la misma persona, porque el ADN del esperma coincide en todos los casos, pese a que aún no se haya podido detener a ningún responsable.
En la práctica y para su uso, las bases de datos de identificación genética permiten la comparación automatizada a gran velocidad de los llamados “perfiles de ADN”. Un perfil genético es un código alfanumérico que define, de manera precisa, el patrón de bandas resultante del análisis mediante amplificación por PCR y posterior detección (electroforesis capilar) del ADN procedente de las muestras analizadas en una investigación.
Las bases de datos de ADN tienen un doble interés, por un lado actúa en el ámbito criminal y por otro en un plano humanitario. En el campo criminal, las bases de datos incluyen por un lado los perfiles de muestas dubitadas "anónimas" que tras la comisión de un delito no son atribuidas a sospechoso o personas implicadas en los hechos investigados. Por otro lado, se incorporan las muestras de personas sospechosas, convictas, sospechosas que hayan sido objeto de investigación en hechos delictivos. Los países que cuentan con bases de datos de ADN legislan y determinan de manera clara, entre otros aspectos, que tipo de delitos son objeto de inclusión en la base de datos, cuales son los fines de la base de datos, cuanto tiempo se mantienen los perfiles en la base de datos, que institución nacional es la responsable de la base de datos, a quien se pueden ceder la información derivada de la base de datos... Las bases de datos cotejan, mediante potentes softwares y  de manera permanente, muestras dubitadas y muestras de personas que hayan sido objeto de investigación judicial en determinados delitos.  De manera eventual, se producen coincidencias que son investigadas a efectos de ratificarlas como coincidencias reales y no achacables a cuestiones de azar.
Respecto a las bases de datos con interés humanitario, su objetivo principal es llevar a cabo la identificación de cadáveres en distintos contextos, grandes catástrofes, personas desaparecidas, desmembramientos y re asociación de restos cadavéricos..situaciones, en las que las técnicas convencionales de identificación (pej: antropometría, huella dactilar, odontológicas..) fracasan. El principio de estas bases es similar a las descritas anteriormente, en este caso se trabaja con dos índices, por un lado los restos cadavéricos que son objeto de estudio y por otro lado muestras indubitadas de familiares o muestras "antemortem" (pej. cepillos de dientes de la personas desaparecida, biopsias...). El software de comparación, somete a cotejo ambos índices con el fin de establecer coincidencias o compatibilidades familiares. 
Existen diferentes softwares para gestionar las bases de datos de ADN con fines de identificación forense y entre todas ellas la de mayor capacidad de aplicación a nivel mundial es el sistema CoDIS (Combined DNA Index System), desarrollado en los EE.UU. por el FBI.
En todos los casos se aprecia un beneficio en la realización de este tipo de bases de datos, desde el punto de vista social se ha planteado la conveniencia de proceder al archivo de estas muestras en determinados individuos con vistas a evitar un daño a la sociedad, concretamente la discusión se ha centrado en los casos criminales, hablando de la necesidad de proceder al archivo de todos los criminales autores de delitos graves, limitándolas en principio al homicidio y a las agresiones sexuales.
Las decisiones han variado según los países, y hasta finales de 2016, según INTERPOL, 69 países contaban con bases de datos de ADN nacionales ( 35,5 M). El número de penrfiles es mayor si se incluyen los incluidos en la base de datos de China (68 M). Las bases de datos de ADN con mayor número de perfiles son la China, junto con la de EEUU.
En España, desde 2007 existe un marco legal que regula el empleo y funcionamiento de la base de datos de ADN con fines de identificación policial, concretamente queda recogido en la Ley Orgánica 10/2007 que regula la base de datos policial sobre identificadores de ADN con fines criminales e identificación de personas desaparecidas en España. El sistema CODIS es el empleado en España y en la actualidad la base de datos de ADN española Archivado el 13 de septiembre de 2020 en Wayback Machine. cuenta con cerca de 500.000 perfiles genéticos, desglosados entre  370.000 perfiles indubitados y 110.000 perfiles genéticos dubitados, entre los que hay 2.400  perfiles procedentes de restos cadavéricos sin identificar.